# Ehrenström
Ehrenström är en svensk-finsk adlig ätt, stammande från häradshövdingen i Norra och Södra Möre med flera härader Nils Ströman (1641-1705), som 21 mars 1692 adlades med namnet Ehrenström och 1693 introducerades som ätt no 1242 på riddarhuset. Dennes sonsons son Johan Albrecht Ehrenström, immatrikulerades 1818 på finska riddarhuset. Denna ättegren utslocknade 1863.
I Sverige fortlever ätten.
Bland ättens medlemmar märks:
- Anna Ehrenström, svensk poet.
- Johan Albrecht Ehrenström, finlandssvensk ämbetsman och författare.'
- Nils Fredrik Ehrenström, militär och riksdagsman
- Marianne Ehrenström, svensk hovdam.

## Ofrälse släkt
Ehrenström är även en ofrälse släkt härstammande från Dalarna känd sedan slutet av 1600-talet. Medlemmarna skriver sig även Erenström, Ehrnström och Ernström. Bland släktens medlemmar märks:
- Olof Ehrenström, lantmäteridirektör

### Övriga källor
- Svensk uppslagsbok, Malmö 1931
- Svensk adelskalender, Stockholm 1900